# Estimada Bamako
Estimada Bamako (originalment en castellà, Querida Bamako) és una pel·lícula espanyola de l'any 2007. S'ha doblat al català.

## Sinopsi
Moussa és un jove de Burkina Faso. Viu en el llogaret on va néixer amb els seus pares, la seva família i la seva dona, Fatima, encara que ell prefereix anomenar-la "Bamako", perquè és allí, en la capital de Mali, on la va conèixer, abans de casar-se i tenir al seu bebè, Mamadou. El camp dona el just per a menjar, però aquest precari equilibri s'ha trencat últimament degut a la llarga sequera. Empès per la responsabilitat d'ajudar a la família, i després de demanar l'opinió dels ancians del seu llogaret, en Moussa decideix emigrar a Europa.

## Repartiment
- Gorsy Edú
- Djédjé Apali
- Esther Vallés